# Resolució 2208 del Consell de Seguretat de les Nacions Unides
La Resolució 2008 del Consell de Seguretat de les Nacions Unides fou adoptada per unanimitat el 5 de març de 2015. El Consell va ampliar el mandat de la Missió de Suport de les Nacions Unides a Líbia (UNSMIL) dues setmanes, així com el permís als països per inspeccionar els vaixells sospitosos de transportar il·legalment petroli libi.

## Contingut
Les condicions actuals a Líbia fan que calgui una breu extensió de la UNSMIL al país i mesures contra l'exportació il·legal del petroli. Totes dues es van ampliar fins al 31 de març de 2015.
Al Marroc es va celebrar un diàleg polític entre les parts de Líbia. Les converses sobre posar fi als combats i formar un govern d'unitat nacional havien fet progressos significatius.
A més, en el seu informe de mitjans de febrer de 2015, el Secretari General va recomanar que, en vista de la situació molt canviada i empitjorada, es reconsiderarà la missió de l'ONU a Líbia.